# ایستگاه مرکزی یوتبری
ایستگاه مرکزی یوتبری (سوئدی: Göteborgs centralstation, Göteborg C) ایستگاه اصلی راه‌آهن در یوتبری، سوئد است.
این ایستگاه که در سال ۱۸۵۸ توسط آدولف دابلیو. ایدلسورد ساخته شده دومین ایستگاه بزرگ در کشور سوئد است.

## نگارخانه

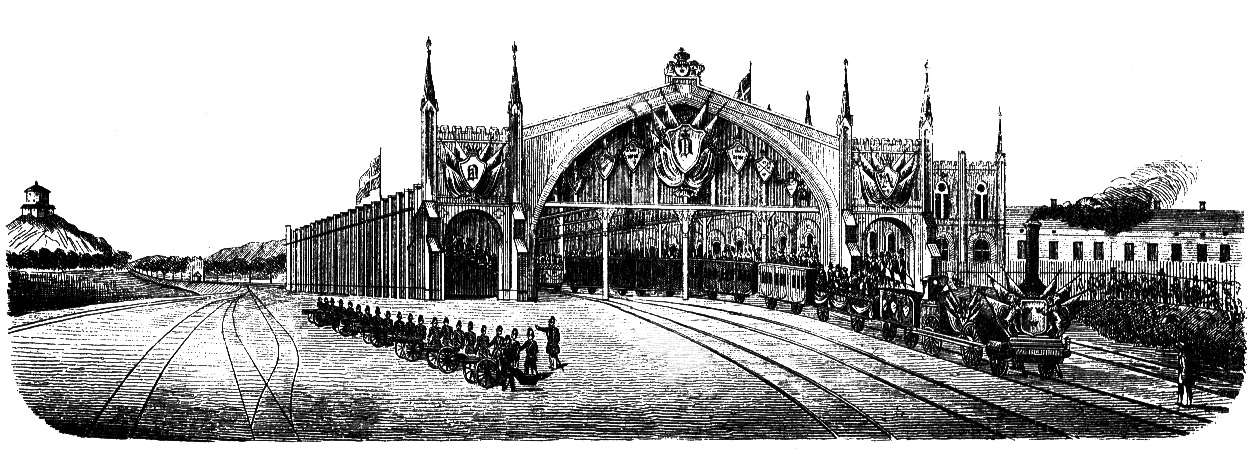
۱۸۵۸ میلادی
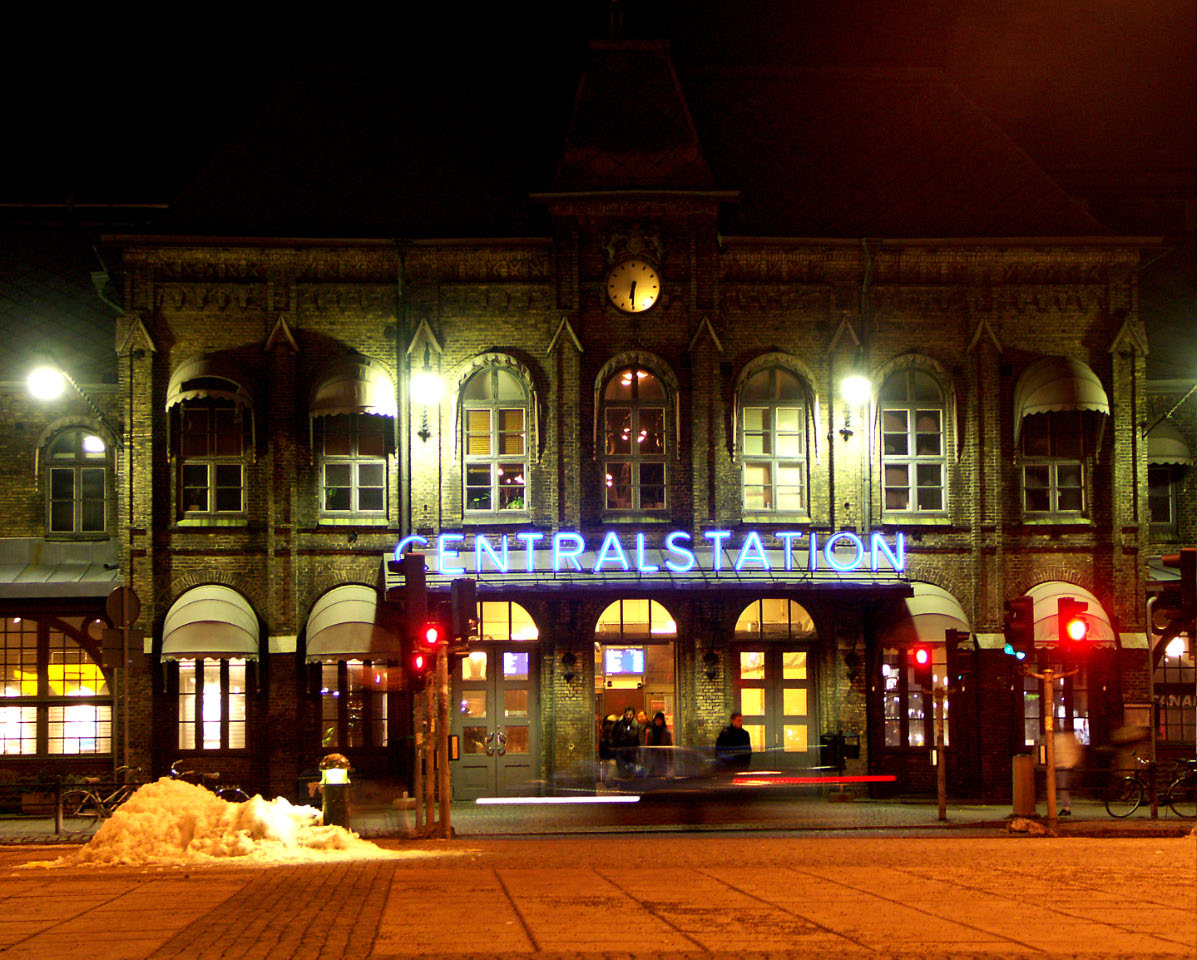
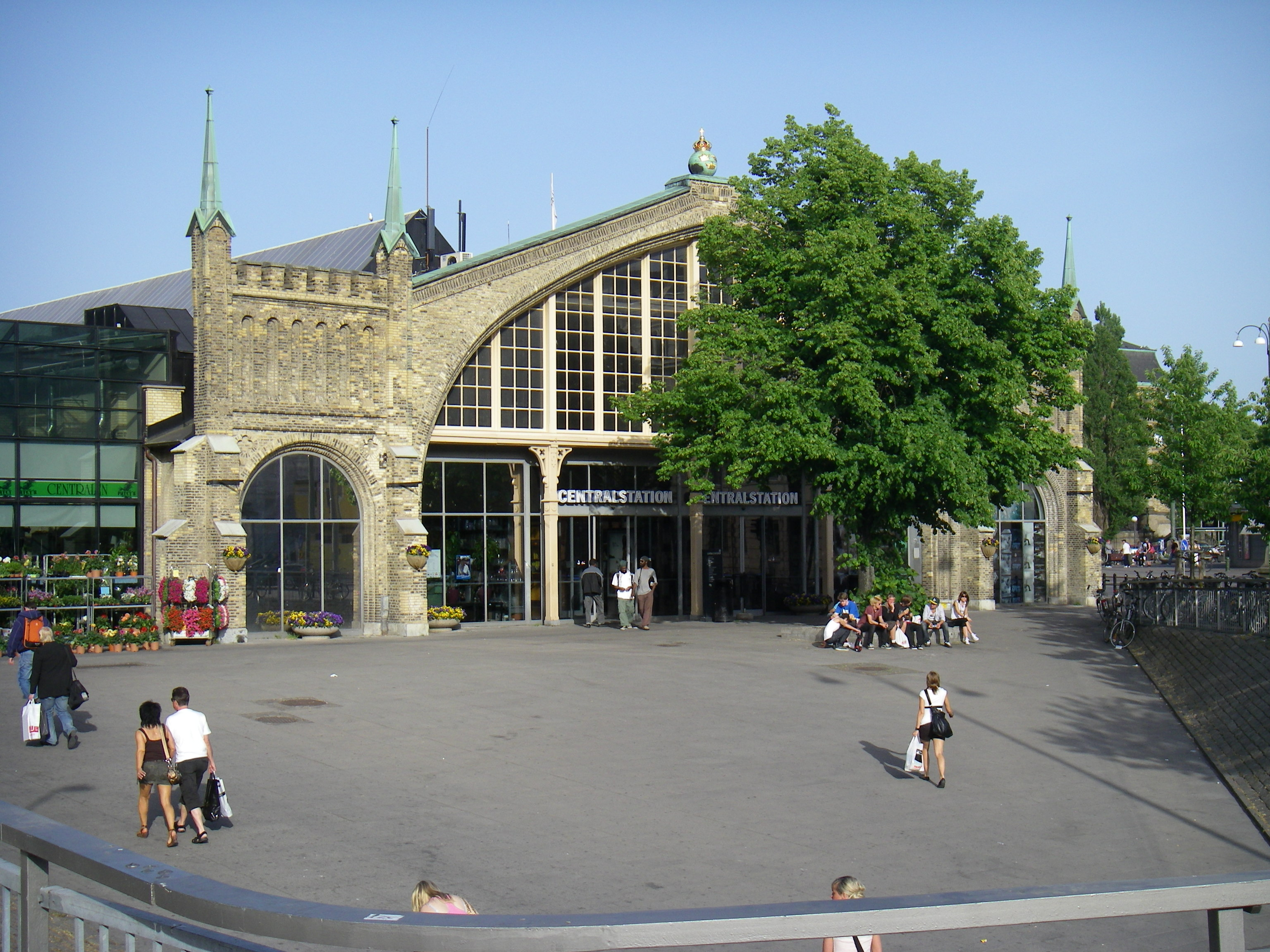
ورودی غربی
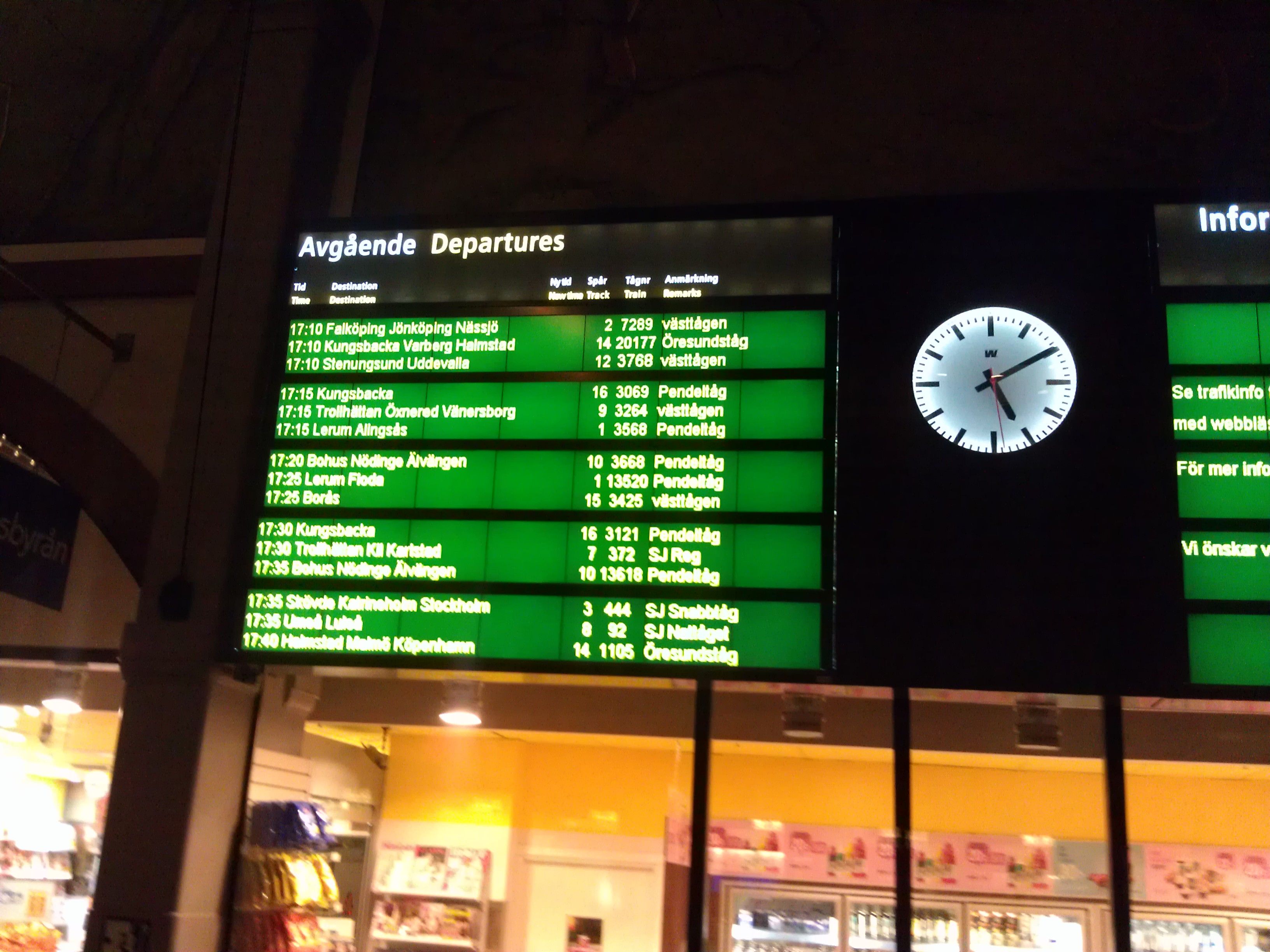
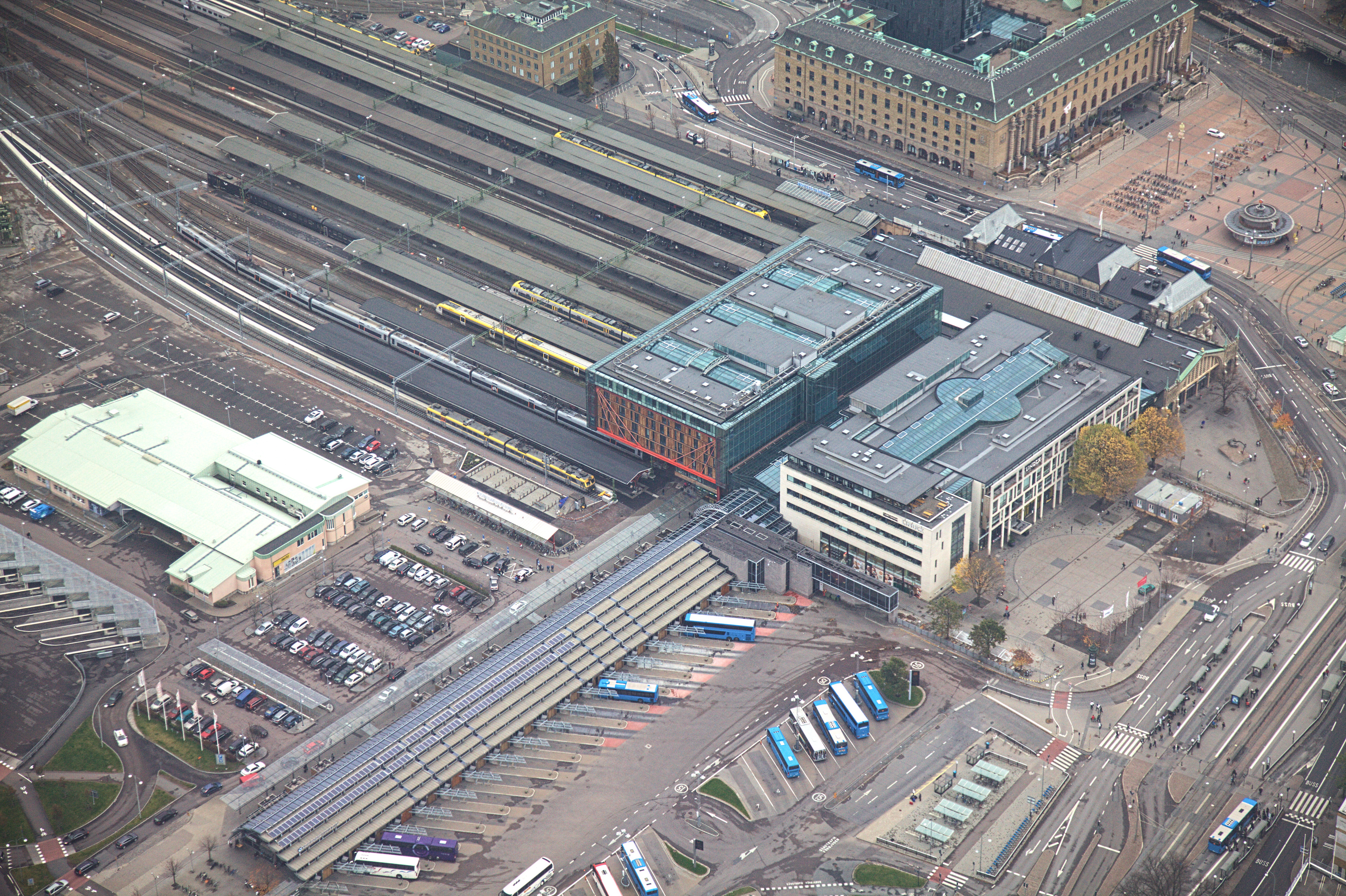
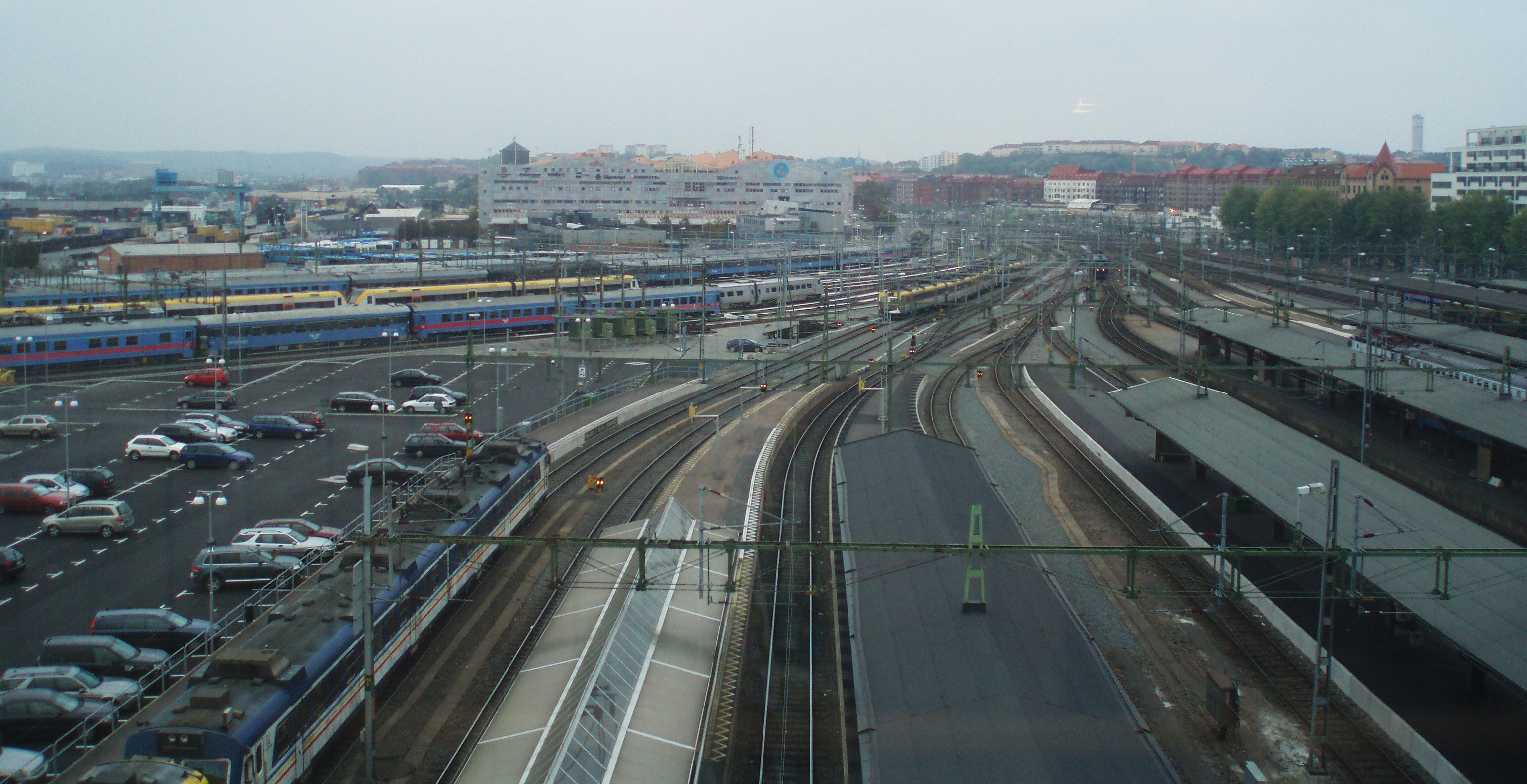
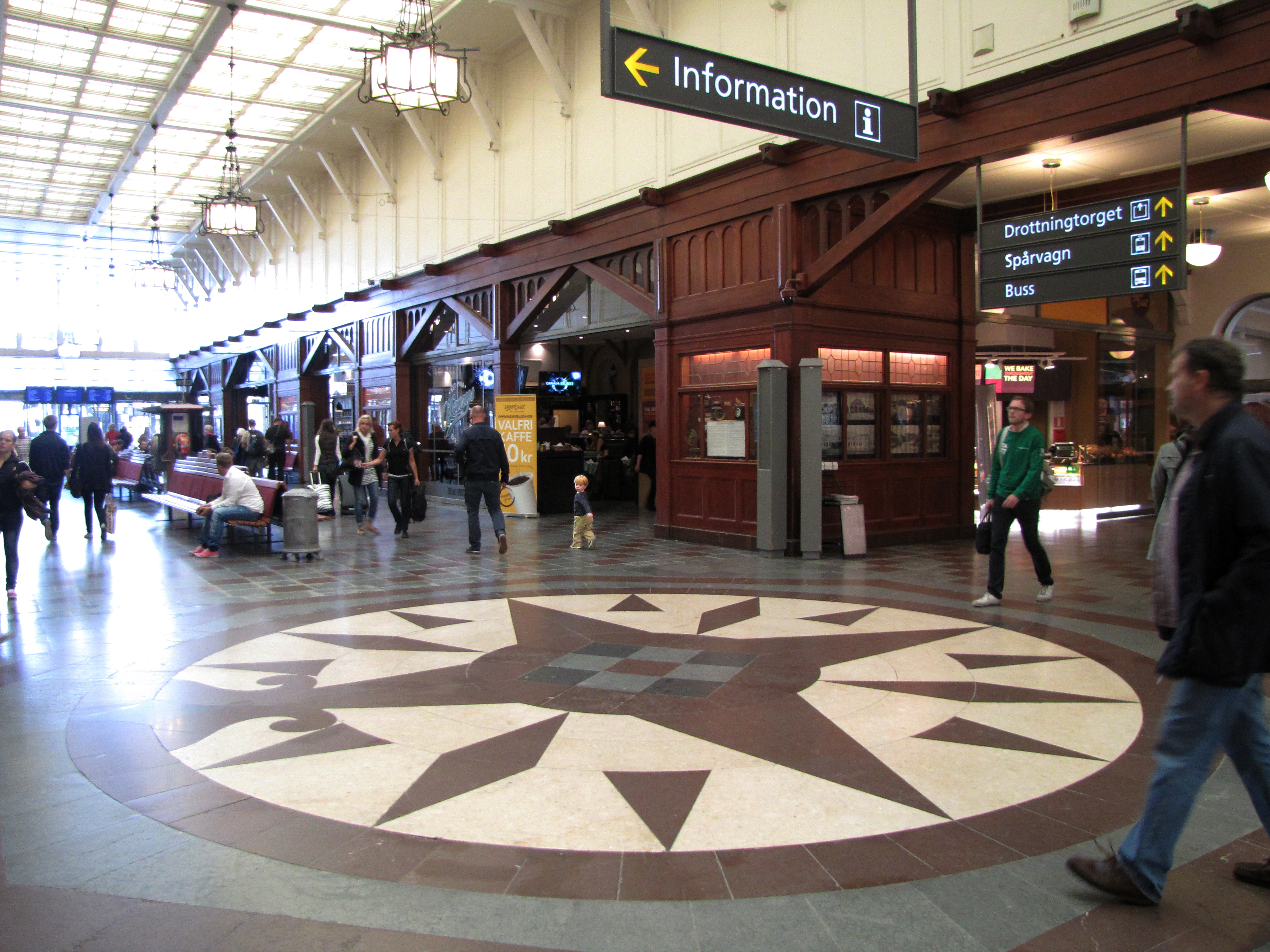
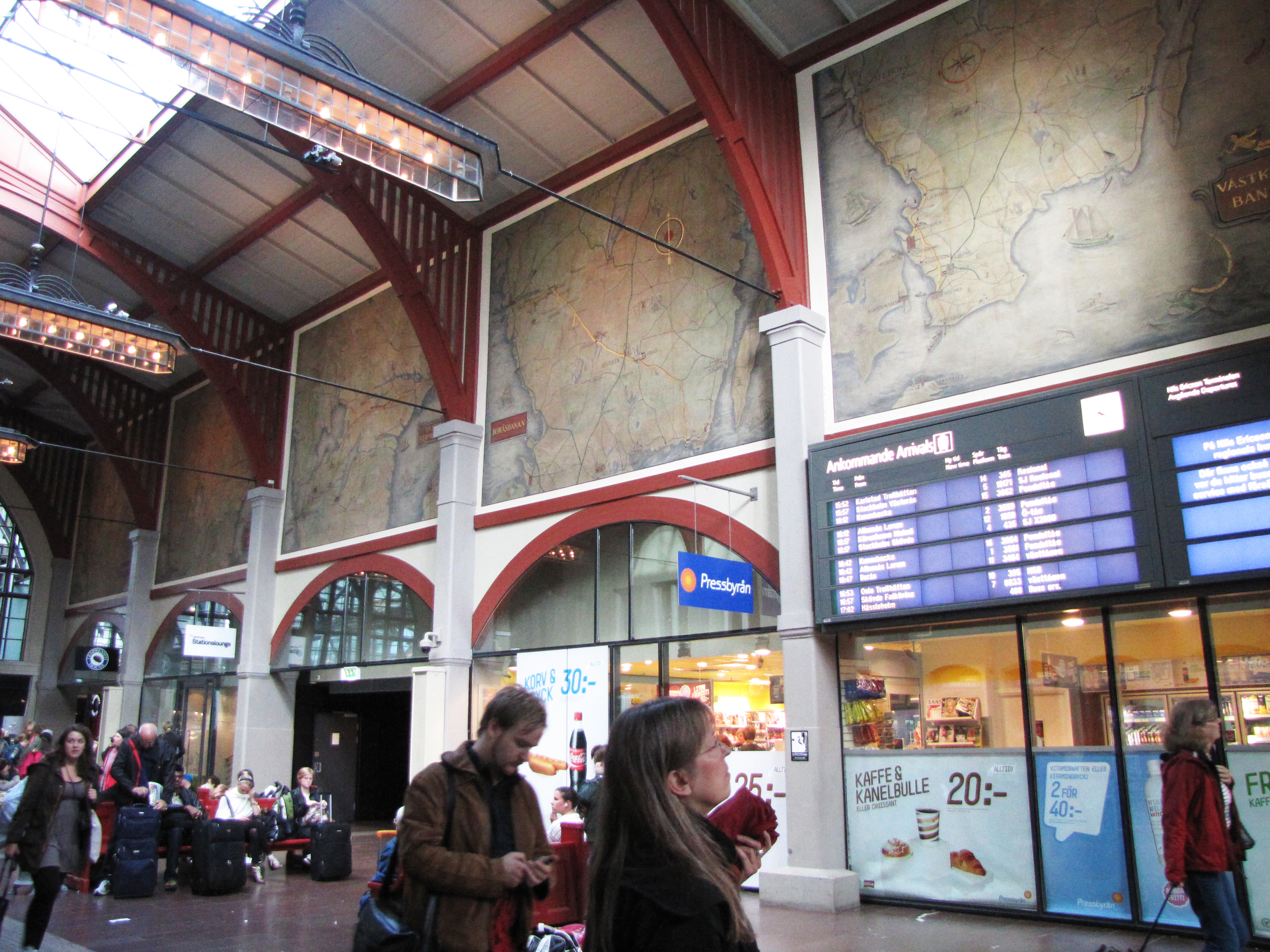